# دافيد مارسورا
دافيد مارسورا (بالإيطالية: Davide Marsura)‏ (20 فبراير 1994 في إيطاليا - ) هو لاعب كرة قدم إيطالي في مركز مهاجم ‏. لعب مع نادي أودينيزي ونادي بريشيا ونادي مودينا ونادي فيرالبيسالو.

## روابط خارجية
- دافيد مارسورا على موقع قاعدة بيانات كرة القدم.إي يو (الإنجليزية)
- دافيد مارسورا على موقع Soccerway.com (الإنجليزية)
- دافيد مارسورا على موقع عالم كرة القدم.نت (الإنجليزية)